# سيدراتين
السيدراتين هو مشروب كحولي مقطّر يُصنَع من ثمار الحمضيات، وتبلغ نسبة الكحول فيه أكثر من 30%.
نشأ السيدراتين في تونس، حيث يُنتَج الجزء الأكبر منه حتى اليوم. كما يحظى بشعبية في جزيرة كورسيكا أيضاً.